# Clan Terracciano
Il clan Terracciano è un sodalizio camorristico, con influenza nella zona dei Quartieri Spagnoli, nella città di Napoli.

## Storia
Il clan è formato da un gruppo familiare con a capo il boss Salvatore Terracciano, meglio noto come 'o Nirone.
Il territorio capeggiato da ‘o Nirone comprende la zona che va dalla Pignasecca alla Rinascente; è riuscito con successo ad espandere il proprio territorio fino a Montesanto con l'omicidio di Arturo Taglialatela in Pignasecca.
Dall'aprile 2006 sono in carcere il boss ed altri 12 affiliati, tra cui 4 sorelle del boss.
Si suppone che a reggere il clan durante l'assenza del boss ci sia il fidanzato di Emanuela, figlia di 'o Nirone: Daniele Bellisomi, noto criminale del torinese balzato agli onori delle cronache negli anni novanta, quando assieme ad un gruppo di fedelissimi e alcuni reduci della famiglia mafiosa Badalamenti di Cinisi cercò di scalzare da Torino i clan reggenti, con una serie impressionante di omicidi. 
La potenza del clan è fondata sulla famiglia: 18 fratelli solo nei Quartieri Spagnoli .
Tuttavia la loro potenza si estende nei paesi vesuviani, alleati coi Sarno, e nella Toscana. 
Sembrerebbe ci siano anche due referenti in Lombardia, anche loro imparentati e gemellati, costituendo così un asse Milano-Torino-Scampia-Quartieri Spagnoli, anche se all'epoca giovanissimi furono indagati nella Faida di Secondigliano. 
Per la Toscana invece il referente è Giacomo. Colosso della struttura camorristica dei Terracciano, soprannominato ‘Il Padrino, con le sue abilità imprenditoriali e metodologie prettamente mafiose ha arricchito il clan di migliaia e migliaia di euro.

### Fatti recenti
- Il 19 novembre 2016 è morto il boss Salvatore ‘O Nirone, dopo una terribile malattia, a 51 anni.[1]
- Il 9 luglio 2019 è morta Anna Terraciano, detta a Masculona. La donna aveva assunto il controllo del clan dopo la morte del fratello Salvatore ‘o Nirone.[2]